# Corsa del XX settembre 1926
La Corsa del XX settembre 1926, già Roma-Napoli-Roma, ventunesima edizione della corsa, si svolse il 28 Novembre 1926  su un percorso di 224 km. La vittoria fu appannaggio dell'italiano Alfredo Binda, che completò il percorso in 8h08'08", precedendo i connazionali Leonida Frascarelli e Giuseppe Pancera.

## Ordine d'arrivo (Top 10)

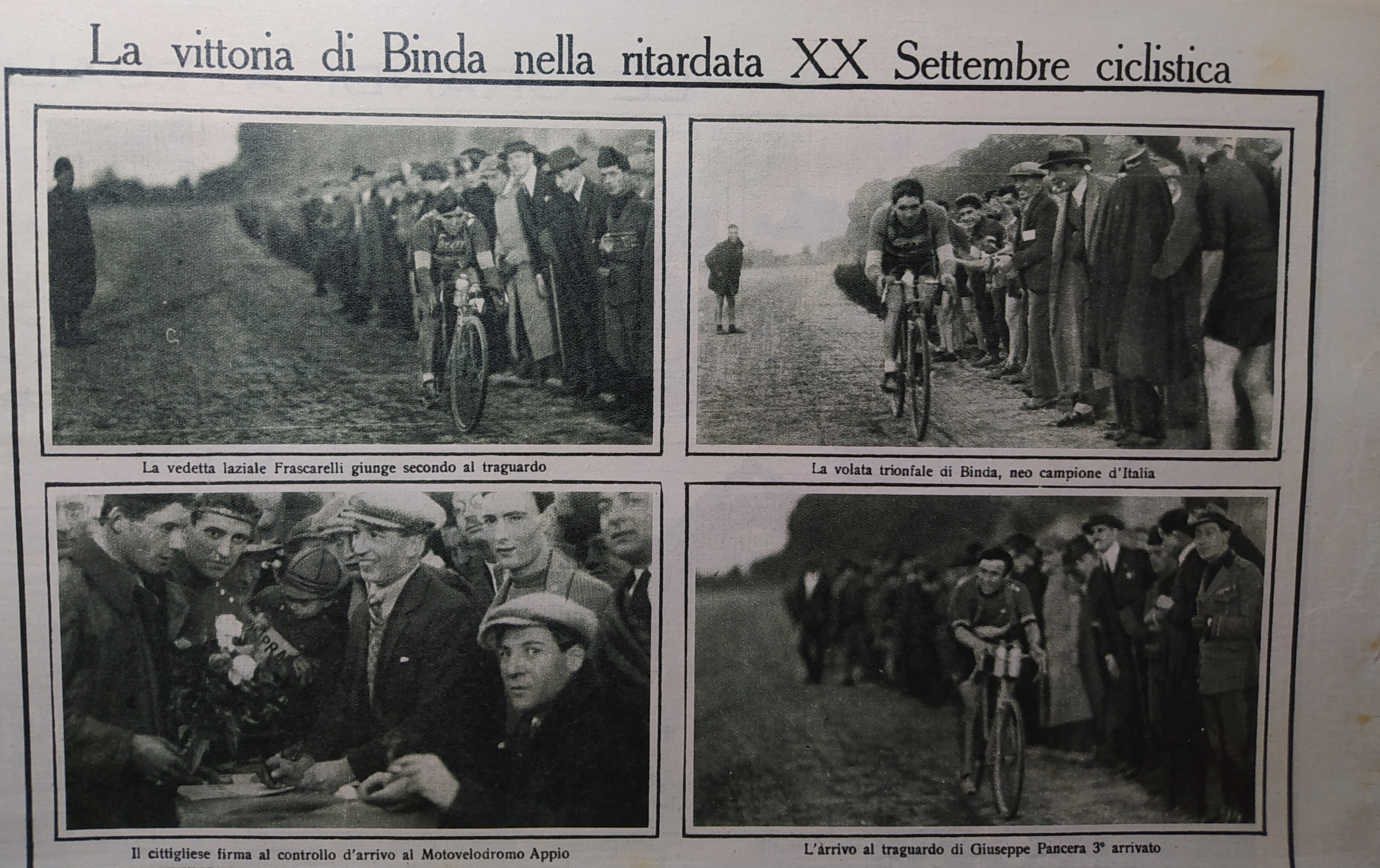

| Pos. | Corridore            | Squadra        | Tempo    |
| ---- | -------------------- | -------------- | -------- |
| 1    | Alfredo Binda        | Legnano        | 8h08'08" |
| 2    | Leonida Frascarelli  | -              | a 11'00" |
| 3    | Giuseppe Pancera     | Olympia-Dunlop | a 14'18" |
| 4    | Arturo Bresciani     | Olympia-Dunlop | a 18'42" |
| 5    | Guido Lattanzi       | -              | a 29'42" |
| 6    | Secondo Martinetto   | Météore-Wolber | a 41'38" |
| 7    | Angelo Gremo         | Météore-Wolber | s.t.     |
| 8    | Gioacchino Malassisi | -              | a 44'22" |
| 9    | Arnaldo Moscatelli   | -              | s.t.     |
| 10   | Di Tommaso           | -              | a 45'27" |